# كارلوس روبرتو دا كروز جونيور
كارلوس روبيرتو دا كروز جونيور (بالبرتغالية: Carlos Roberto da Cruz Júnior‏) (مواليد 19 يناير 1986 في ساو باولو - البرازيل) لاعب كرة قدم برازيلي يلعب حاليا لصالح نادي الدرجة الأولى سوشو الفرنسي منذ 2008 في مركز الوسط المدافع.

## روابط خارجية
- كارلوس روبرتو دا كروز جونيور على موقع رابطة كرة القدم الفرنسية للمحترفين (الإنجليزية)
- كارلوس روبرتو دا كروز جونيور على موقع قاعدة بيانات كرة القدم.إي يو (الإنجليزية)
- كارلوس روبرتو دا كروز جونيور على موقع Soccerway.com (الإنجليزية)